# Galvanický článek

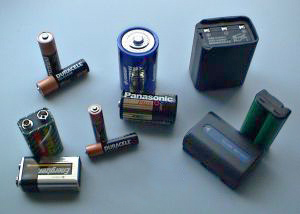
Rozličné galvanické články

Galvanický článek (voltaický článek) je elektrochemický článek, ve kterém je elektrický proud generován spontánními oxidačně-redukčními reakcemi. Skládá se ze dvou poločlánků, které jsou tvořeny dvěma elektrodami ponořenými v elektrolytu. Využívají ionizaci a jsou chemickým zdrojem elektrického napětí. 
Galvanický článek se obvykle skládá ze dvou různých kovů, z nichž každý je ponořen do samostatných kádinek obsahujících příslušné kovové ionty v roztoku. Ty jsou spojeny solným můstkem nebo odděleny porézní membránou.
Galvanický článek se nazývá podle italského lékaře, přírodovědce a fyzika Luigiho Galvaniho. Při pitvání žabích stehýnek zpozoroval jejich záškuby po dotyku dvou kovových předmětů, které byly podobné záškubům vyvolaným elektrickým nábojem.
Tento jev správně vysvětlil italský fyzik Alessandro Volta vznikem elektrického napětí mezi dvěma kovy vodivě propojenými elektrolytem obsaženým v buňkách žabího stehýnka. Proto se často galvanický článek nazývá voltaický článek.

## Historie

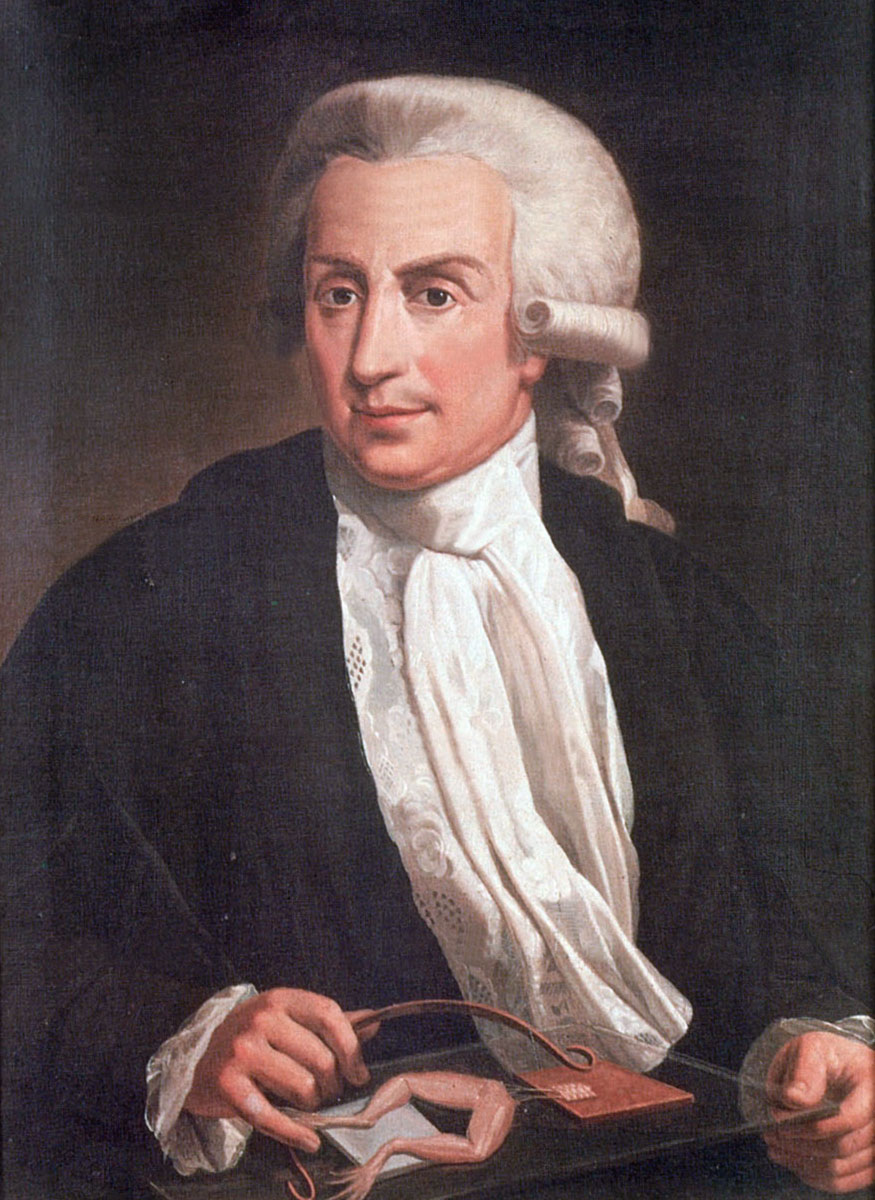
Luigi Galvani

- V roce 1780 Luigi Galvani objevil, že když jsou dva různé kovy (například měď a zinek) v kontaktu a pak se oba současně dotýkají dvou různých částí svalu žabí nohy, žabí stehno se stáhne. Nazval to zvířecí elektřinou. V té době ještě netušil, že žabí stehno bylo vlastně elektrolytem.
- V roce 1790 Alessandro Volta ukázal, že tento jev není závislý na žábě. Vysvětlil jej vznikem elektrického napětí mezi dvěma kovy vodivě propojenými elektrolytem.
- V roce 1793 Alessandro Volta sestavil první galvanický článek. Postavil ho z nebiologického materiálu, aby zpochybnil Galvaniho teorii živočišné elektřiny a potvrdil vlastní teorii kontaktní elektřiny kov-kov. Dlouholetý názorový spor mezi Voltou a Galvanim rozdělil vědce v celé Evropě do dvou táborů.

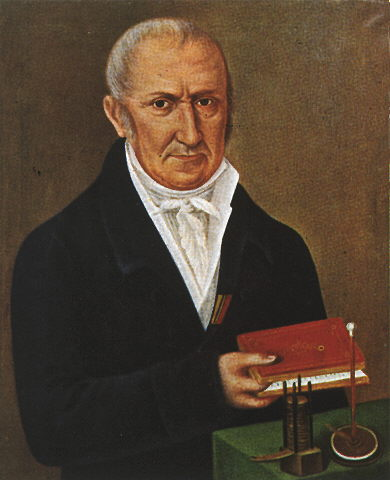
Alessandro Volta

- Voltův článek dával napětí přibližně 1 V a stal se prvním zdrojem stálého elektrického proudu, do té doby se elektřina vytvářela třením nebo indukční elektřinou. Objev Voltova článku umožnil obrovský rozvoj zkoumání elektrických jevů.
- V roce 1799 sériovým spojením těchto článků sestrojil i elektrickou baterii nazvanou Voltův sloup, který umožňoval existenci relativně trvalého elektrického proudu. Tímto objevem se otevřela cesta k praktickému využití elektřiny.
- Kolem roku 1840 Michael Faraday ukázal, že galvanický článek je chemické povahy. Faraday zavedl novou terminologii do jazyka chemie: elektroda (katoda a anoda), elektrolyt a iont (kationt a aniont). Svá poznání formuloval do Faradayových zákonů elektrolýzy.
- V roce 1940 Wilhelm König navrhl, že objekt známý jako bagdádská baterie by mohl představovat technologii galvanických článků ze starověké Parthie. Bylo prokázáno, že repliky naplněné kyselinou citronovou nebo hroznovou šťávou produkují napětí.
- V roce 1999 byl voltaický článek mezinárodní neziskovou profesní organizací IEEE (Institute of Electrical and Electronics Engineers) jmenována milníkem ve výzkumu elektřiny. Tento institut čítá nejvíce členů technické profese ve světě, a to přes 360 000 ve 175 zemích.
- V současné době jsou články využívány v elektrických bateriích a akumulátorech.
- V oblastech bez elektřiny lze například využívat články s elektrolytem ze slané vody, s elektrodami z mědi a hořčíku a svícením pomocí LED diod.[1]

## Elektromotorické napětí galvanického článku

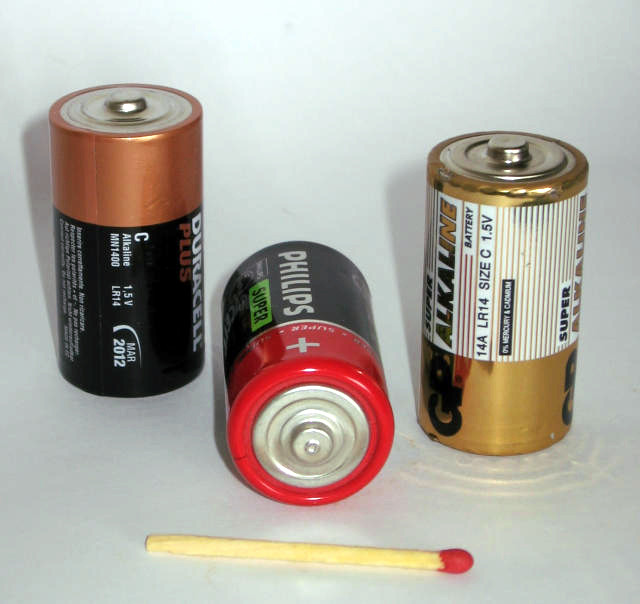
Galvanické články s napětím 1,5 V

Elektromotorické napětí na galvanickém článku vzniká z rozdílu potenciálů na elektrodách, elektrické potenciály jsou důsledkem chemických reakcí mezi elektrodami a elektrolytem. Tyto reakce mohou být samovolné nebo vyvolané průchodem elektrického proudu (tedy elektrolýzou).
Matematicky platí:
{\displaystyle U=U_{1}-U_{2}}
za podmínky {\displaystyle U_{1}>U_{2}} , kde U1 je napětí první elektrody a U2 je napětí druhé elektrody

## Galvanický článek v elektrickém obvodu
Po zapojení článku do elektrického obvodu probíhají uvnitř článku reakce, kterými se postupně snižuje elektrická energie uložená v článku, článek se vybíjí. Tyto reakce mohou být nevratné – napětí článku se po vybití nedá obnovit (primární články) – nebo vratné – článek lze znovu nabít (sekundární články, též akumulátory). 
Galvanický článek je zdrojem stejnosměrného proudu s napětím do několika málo voltů. Při průchodu elektrického proudu článkem se projeví vnitřní odpor článku. Vnitřní odpor Ri má za následek snížení napětí článku na svorkové napětí U:
{\displaystyle U=U_{e}-R_{i}I} , kde Ue je elektromotorické napětí, I je elektrický proud (při vyšším zatížení – vyšším proudu – se napětí článku sníží více).

## Složení galvanických článků

Schematické zobrazení galvanického článku CuSO_{4}/Zn (v tomto případě se jedná o Daniellův článek)

Galvanický článek se skládá z kladné a záporné elektrody a elektrokytu. Při sestavování galvanického článku se pro elektrody a elektrolyty používají takové kombinace chemických látek, aby potenciál vznikající na elektrodách měl dostatečnou velikost a zároveň aby měl článek další požadované vlastnosti jako například trvanlivost nebo dostatečnou kapacitu.
- Záporná elektroda se také nazývá anoda, protože při vybíjení funguje jako anoda.
- Kladná elektroda se také nazývá katoda, protože během vybíjení funguje jako katoda (při nabíjení se pojmy obrací, neboť reakce fungují obráceně).[2]

Vhodnými a nejčastěji používanými látkami jsou:
- pro zápornou elektrodu zinek, lithium, kadmium a hydridy různých kovů,
- pro kladnou elektrodu oxid manganičitý (MnO2, burel), oxid-hydroxid niklitý (NiO(OH)) a oxid stříbrný (Ag2O),
- jako elektrolyt se používají vodné roztoky alkalických hydroxidů (nejčastěji hydroxid draselný), silných kyselin nebo jejich solí. Kromě toho se používají také bezvodé elektrolyty, které obsahují vhodnou sůl rozpuštěnou v organickém rozpouštědle.

Další látky v galvanických článcích mají za úkol regulovat chemické reakce tak, aby se například prodloužila životnost článku, snížila možnost úniku nebezpečných látek a zlepšení dalších vlastností.

## Parametry galvanických článků
1. články se dělí na primární (po vybití se nedá nabít) nebo sekundární (po vybití se dá nabít - akumulátor)
2. elektromotorické napětí – velikost napětí mezi elektrodami nezatíženého článku
3. kapacita – elektrická energie uložená v čerstvém / čerstvě nabitém článku
4. měrná energie – podíl kapacity a hmotnosti článku
5. hustota energie – podíl kapacity a objemu článku
6. míra samovybíjení – u primárních článků určuje dobu skladovatelnosti
7. elektrický výkon – množství energie, které je článek schopen dodat za jednotku času
8. vnitřní odpor – velikost odporu článku při průchodu elektrického proudu
9. nabíjecí proud a nabíjecí doba – pro sekundární články (akumulátory)
10. účinnost – podíl vydané a dodané energie u akumulátorů
11. počet cyklů nabití/vybití akumulátoru do konce životnosti
12. cena – ovlivněna cenou materiálu (burel a zinek levnější, stříbro a lithium dražší)

## Přehled galvanických článků
| název článku                                   | elektrody                     | elektrody                                   | elektrolyt                                             | Ue [V] | em [kJ/kg] | eV [MJ/m3] | poznámka                                                  |
| název článku                                   | kladná                        | záporná                                     | elektrolyt                                             | Ue [V] | em [kJ/kg] | eV [MJ/m3] | poznámka                                                  |
| ---------------------------------------------- | ----------------------------- | ------------------------------------------- | ------------------------------------------------------ | ------ | ---------- | ---------- | --------------------------------------------------------- |
| primární články                                |                               |                                             |                                                        |        |            |            |                                                           |
| Voltův článek                                  | měď Cu                        | zinek Zn                                    | kyselina sírová H2SO4                                  | 1      | ?          | ?          | historicky první zdroj stálého elektrického proudu (1800) |
| zinko-uhlíkový článek (Leclancheův článek)     | oxid manganičitý MnO2         | zinek Zn                                    | chlorid amonný NH4Cl                                   | 1,5    | 240        | 450        | obyčejné baterie                                          |
| alkalický článek                               | oxid manganičitý MnO2         | zinek Zn                                    | hydroxid draselný KOH                                  | 1,5    | 280        | 900        | nejběžnější, kvalitní baterie                             |
| stříbro-oxidový článek (zinko-stříbrný článek) | oxid stříbrný Ag2O            | zinek Zn                                    | hydroxid draselný KOH                                  | 1,5    | 440        | 1400       | velmi kvalitní baterie                                    |
| Bunsenův článek                                | kyselina dusičná HNO3         | zinek Zn                                    | kyselina sírová H2SO4                                  | 1,9    | ?          | ?          | vyšší proudy                                              |
| lithiový článek                                | oxid manganičitý MnO2         | lithium Li                                  | lithiová sůl (např. LiAlCl4) v organickém rozpouštědle | 3      | ?          | 2100       | dlouhá životnost                                          |
| sekundární články                              |                               |                                             |                                                        |        |            |            |                                                           |
| olověný akumulátor                             | oxid olovičitý PbO2           | olovo Pb                                    | kyselina sírová H2SO4                                  | 2      | 140        | 240        | tvrdý zdroj                                               |
| nikl-ocelový akumulátor (NiFe)                 | nikl Ni                       | železo Fe                                   | hydroxid draselný KOH                                  | 1,2    | ?          | ?          | nízká účinnost                                            |
| nikl-kadmiový akumulátor                       | oxid-hydroxid niklitý NiO(OH) | kadmium Cd                                  | hydroxid draselný KOH                                  | 1,2    | 120        | 350        | obyčejné dobíjecí baterie, jedovaté                       |
| nikl-metal hydridový akumulátor                | oxid-hydroxid niklitý NiO(OH) | vodík ve formě intesticiálního hydridu kovu | hydroxid draselný KOH                                  | 1,2    | 280        | 720        | kvalitní akumulátory, nejedovaté                          |
| lithium-iontový akumulátor                     | oxid lithno-kobaltitý LiCoO2  | lithium vázané v grafitu                    | lithiová sůl (např. LiPF6) + organické rozpouštědlo    | 3,6    | ?          | ?          | nejběžnější, velmi vysoká kapacita                        |
| lithium-polymerový akumulátor                  | LiCoO2 nebo LiMn2O            | Lithium nebo sloučenina uhlíku a lithia     | Vodivý polymer (polyethyleneoxid)                      | 3,7    | ?          | ?          | velmi vysoká kapacita                                     |
| nikl-zinkový akumulátor                        | oxid-hydroxid niklitý NiO(OH) | zinek Zn                                    | ?                                                      | 1,6    | 234        | ?          | kvalitní akumulátory, nejedovaté                          |

Ue = elektromotorické napětí
em = měrná energie (E/m, kde E je elektrická energie, m je hmotnost)
eV = hustota energie (E/V, kde E je elektrická energie, V je objem)
hodnoty em a ev platí pro čerstvý článek, při vybíjení se snižuje
+ kladná elektroda
− záporná elektroda
elektrolyt - vždy roztok uvedené látky
Poznámka
1. ↑  tímto kovem je speciální slitina viz nikl-metal hydridový akumulátor

## Spojování galvanických článků
Pro dosažení vyššího napětí se články spojují sériově do baterií, celkové elektrické napětí je pak dáno součtem dílčích napětí jednotlivých článků v baterii. Například plochá baterie obsahuje 3 suché články, 9V baterie obsahuje 6 suchých nebo alkalických článků, automobilový akumulátor obsahuje 6 akumulátorových článků. Pokud sériově zapojené články nemají stejnou kapacitu, může při hlubokém vybíjení být článek s nejnižší kapacitou vybit pod přípustnou mez nebo dojde k jeho zničení.
Při paralelním spojení článků zůstává elektrické napětí stejné, baterie jako celek však snese vyšší zatížení. Paralelním zapojením zdrojů se snižuje vnitřní odpor celkového zdroje a ten pak může dodávat větší elektrický proud. Paralelně spojovat je možno jen stejné články (typ i stupeň vybití), jinak vyrovnávací proudy mezi jednotlivými větvemi mohou způsobit i explozi vybitého článku.

## Použití galvanických článků
Galvanické články se nacházejí především v přenosných elektrických spotřebičích – baterkách, hodinkách, mobilních telefonech, přenosných počítačích, fotoaparátech a kamerách. Všude tam, kde se nelze připojit k elektrické síti nebo přímo použít mechanický zdroj (generátor). 
- Výhodou galvanických článků bývá snadná přenosnost, malé rozměry, relativně nízká hmotnost.
- Nevýhodou může být nízké elektromotorické napětí, nízký výkon a krátká životnost.

Akumulátory je možné rovněž použít k uložení elektrické energie, potřebné při přerušení dodávky ze sítě, např. v záložních zdrojích nebo jako zdroj elektřiny ve stojícím automobilu.